# توحيد بلغاريا

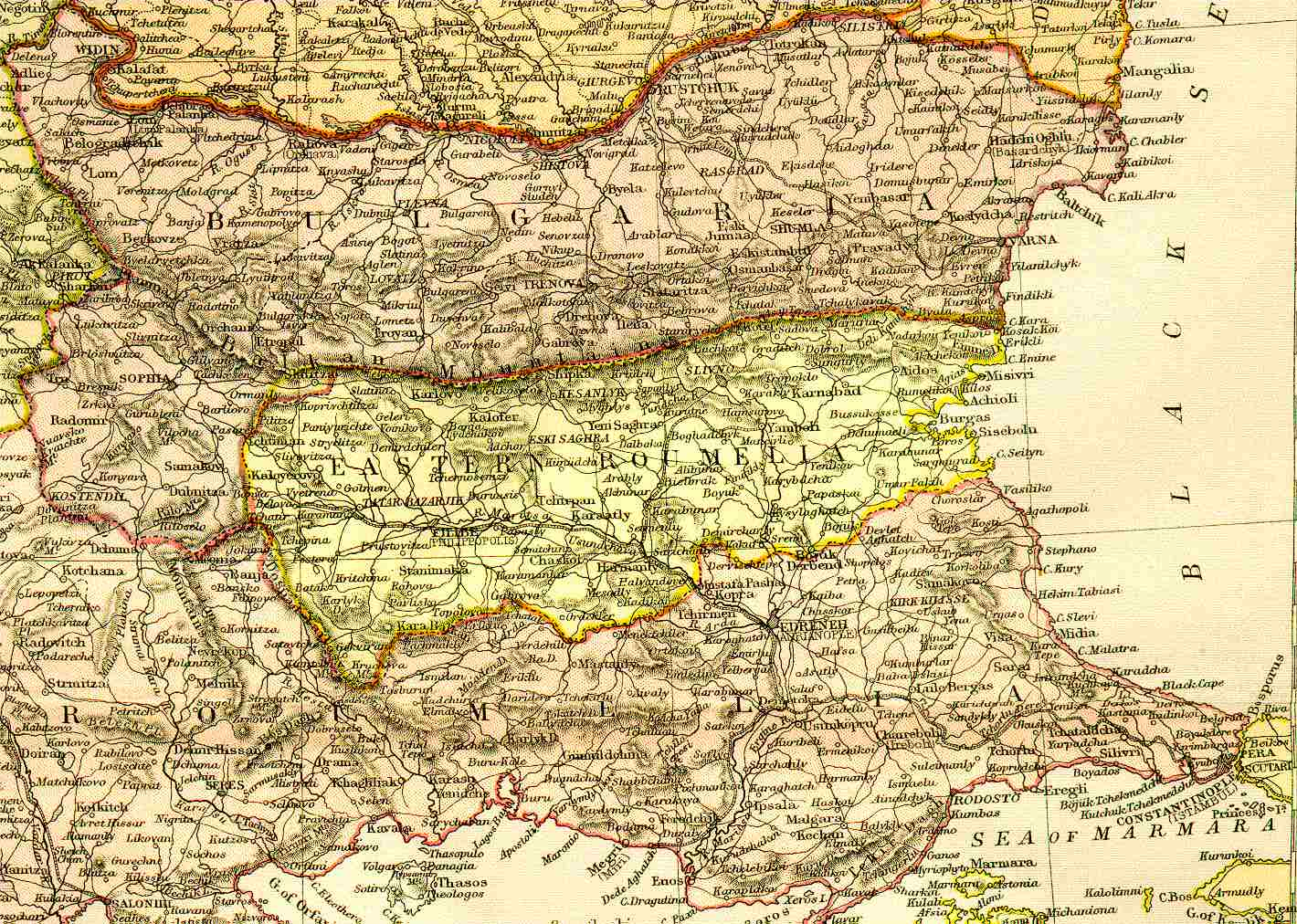
خارطة الإمارة البلغارية و الروملي الشرقية قبل التوحيد

توحيد بلغاريا هو الفعل الذي وحد إمارة بلغاريا ومقاطعة روميليا الشرقية في خريف عام 1885. نُسق هذا التوحيد من قبل اللجنة الثورية المركزية البلغارية السرية. كانت كل من إمارة بلغاريا ومقاطعة روميليا الشرقية جزءًا من الإمبراطورية العثمانية، لكن الإمارة كانت تعمل بصفتها مستقلة بحكم الأمر الواقع، بينما كانت مقاطعة روميليا مستقلة ذاتيًا وتشهد وجودًا عثماني. تحقق التوحيد بعد عدة ثورات في قرى مقاطعة روميليا الشرقية، وتبعها انقلاب في الثامن عشر من سبتمبر عام 1885 دعمه النياز البلغاري ألكسندر الأول. بدأت اللجنة الثورية المركزية البلغارية السرية، التي شكلها زاهاري ستويانوف، بالترويج الفعال لفكرة التوحيد عبر الصحافة والمظاهرات العامة في ربيع عام 1885.

## خلفية تاريخية
انتهت الحرب العثمانية الروسية العاشرة (1877-1878) بتوقيع معاهدة سان ستيفانو المبدئية والتي اقتطعت أجزاء كبيرة من الإمبراطورية العثمانية. انبعثت بلغاريا بعد 482 عامًا من الحكم الأجنبي وإن كانت كإماراة تحت السيادة العثمانية.
عرف الدبلوماسيون الروس أن بلغاريا لن تبقى طويلًا مقيدةً بتلك الحدود، إذ دُعيت معاهدة سان ستيفانو بالمبدئية من قبل الروس أنفسهم. بدأ كونجرس برلين في الثالث عشر من يونيو 1878 وانتهى في الثالث عشر من يوليو 1878 بمعاهدة برلين التي أنشأت دولة بلغارية تابعة تمتد على الأراضي بين البلقان والدانوب. أصبحت المنطقة بين جبال البلقان وجبال ريلا ورودوب مقاطعةً عثمانية مستقلة أطلق عليها اسم روميليا الشرقية. كان فصل جنوب بلغاريا إلى منطقة إدارية مختلفة ضمانًا ضد المخاوف التي أعربت عنها كل من بريطانيا العظمى والإمبرطورية النمساوية المجرية أن بلغاريا ستصمن وصولًا إلى بحر إيجة، ما يعني منطقيًا أن روسيا تقترب من منطقة البحر المتوسط.
لم ينعم الجزء الثالث من بلغاريا الناتجة عن معاهدة سان ستيفانو، أي مقدونيا، بطعم بسيط من الحرية إذ بقي في حدود الإمبراطورية العثمانية مثلما كان قبل الحرب.

## التنظيم
في ظل هذه الظروف، كان من الطبيعي أن يسعى البلغار في بلغاريا وروميليا الشرقية ومقدونيا جميعًا إلى الوحدة. أطلقت المحاولة الأولى في عام 1880. جعل رئيس الوزراء البريطاني الجديد، وليام إيوارت غلادستون (الذي أيد بقوة القضية البلغارية سابقًا) السياسيين البلغاريين يأملون في أن السياسة البريطانية بشأن المسألة الشرقية كانت على وشك التغير، وأنها سوف تدعم وتوافق على الاتحاد في نهاية المطاف. لسوء الحظ، لم يُنتج تغيير الحكومة أي تغير في مصالح بريطانيا العظمى. ثانياً، كان هناك صراع محتمل ينمو بين الإمبراطورية العثمانية من جهة واليونان والجبل الأسود من جهة أخرى.
أرسل نشطاء الاتحاد من روميليا الشرقية ستيفان باناريتوف، وهو محاضر في كلية روبرت، لطلب المشورة البريطانية بشأن التوحيد المُخطط له. لم تقبل حكومة غلادستون، رغم ذلك، هذه الخطط. جاء الرفض من روسيا الإمبراطورية أيضًا، والتي كان تتبع بدقة القرارات التي اتخذت خلال مؤتمر برلين. في ذلك الوقت، هدأ التوتر بين اليونان والإمبراطورية العثمانية، ما أدى أخيراً إلى فشل محاولة التوحيد الأولى.
بحلول منتصف عام 1885، تشارك معظم التوحيديين النشطين في روميليا الشرقية الرؤية التي مفادها أنه يجب تأجيل الإعداد للثورة في مقدونيا وتركيز جميع الجهود على توحيد بلغاريا وروميليا الشرقية. انجذب النياز البلغاري ألكسندر أيضًا لهذه القضية. تدهورت علاقاته مع روسيا إلى درجة أن الإمبراطور الروسي والدوائر الموالية لروسيا في بلغاريا دعوا صراحة إلى تنحي ألكسندر. رأى النياز الشاب أن دعمه للتوحيد هو فرصته الوحيدة للبقاء السياسي.

## قانون التوحيد
كان التوحيد مُقررًا في البداية في منتصف سبتمبر، حين عُبئت الميليشيا الروميليانية للقيام بمناورات. دعت الخطة إلى الإعلان عن التوحيد في 27 سبتمبر 1885، ولكن في 14 سبتمبر 1885 بدأت أعمال شغب في باناغوريشت (حينها في روميليا الشرقية) التي خضعت لسيطرة الشرطة في ذات اليوم. طالبت المظاهرة بالتوحيد مع بلغاريا. بعد ذلك بقليل حذت قرية جوليامو كوناري حذو مثيلتها. شُكلت فرقة مسلحة هناك، تحت قيادة برودان تيشخوف (المعروف غالبًا باسم شاردفون) القائد المحلي للجنة الثورية المركزية البلغارية السرية. أرسِل ممثلون عن اللجنة الثورية المركزية البلغارية السرية إلى مدن مختلفة في المقاطعة، حيث كان عليهم جمع مجموعات من المتمردين وإرسالهم إلى بلوفديف، عاصمة روميليا الشرقية، حيث كانوا تحت قيادة الرائد دانيل نيكولاييف.
في ذات الوقت، كانت المناورات العسكرية تُنفَّذ في ضواحي بلوفديف. كان الرائد دانيل نيكولاييف، الذي كان مسؤولاً عن المناورات، على علم بالتوحيديين وكان يدعمهم. في 18 سبتمبر 1885، دخلت الميليشيا الروميليانية (القوات المسلحة لروميليا الشرقية) ومجموعات التوحيديين المسلحة بلوفديف واستولت على مقر الحاكم. لم يقاوم حاكم بلوفديف، غافريل كراستيفيتش، وهو وطني بلغاري، بطبيعة الحال التوحيديين.
شُكلت حكومة مؤقتة على الفور، برئاسة جورجي سترانسكي. عُين الرائد دانيل نيكولاييف قائداً للقوات المسلحة. بمساعدة من الضباط الروس، وضع خطة إستراتيجية للدفاع ضد التدخل العثماني المتوقع. أُعلنت التعبئة في روميليا الشرقية.
بمجرد تولي السلطة في 14 سبتمبر 1885، أرسلت الحكومة المؤقتة برقية تطلب من النياز قبول التوحيد. في 20 سبتمبر 1885 أجاب ألكساندر الأول ببيان خاص. في اليوم التالي، برفقة رئيس الوزراء بيتكو كارافيلوف ورئيس البرلمان ستيفان ستامبولوف، دخل النياز ألكسندر الأول عاصمة روميليا الشرقية السابقة. أكدت هذه الإيماءة أن تصرفات التوحديين تُعتبر أمرًا واقعًا. لكن بقيت صعوبات الدفاع الدبلوماسي والعسكري عن الاتحاد قائمة.

## رد الفعل الدولي على التوحيد
في السنوات التي تلت توقيع معاهدة برلين، عبرت حكومة سانت بطرسبرغ في كثير من الأحيان عن رأيها بأن إنشاء منطقة روميليا الشرقية في جنوب بلغاريا كان تقسيمًا غير طبيعي وسيكون قصير الأجل. عرفت روسيا أن التوحيد سيأتي بلا شك قريباً واتخذت تدابير مهمة للتحضير له. أولاً، مارست روسيا ضغوطاً دبلوماسية ناجحة على الإمبراطورية العثمانية، أعاقتها عن إرسال قوات إلى روميليا الشرقية. أيضًا، في عام 1881، في بروتوكول خاص أنشئ بعد إعادة تأسيس تحالف الأباطرة الثلاثة، ذُكر أن الإمبراطورية النمساوية المجرية وألمانيا ستظهر دعمًا لفعل توحيدي محتمل للبلغاريين.

### روسيا
في تحدٍ لمعظم التوقعات، لم تؤيد روسيا قانون 6 سبتمبر بسبب نزاعها المفتوح مع النياز ألكسندر الأول. أرادت روسيا الحفاظ على نفوذها في الشؤون البلغارية وخشيت أن تفقده لأن الدولة الجديدة ازدادت قوة مع وجود ألكساندر الأول على رأسها. نتيجةً لذلك، أمرت روسيا جميع ضباطها بمغادرة بلغاريا، واقترحت عقد مؤتمر رسمي في القسطنطينية، إذ يجب معاقبة انتهاك الوضع الراهن الذي أقرته معاهدة برلين.

### المملكة المتحدة
اعتقدت دوائر الحكم في لندن في البداية أن الدعم القوي من جانب سان بطرسبرغ يقف وراء الفعل البلغاري الجريء. سرعان ما أدركوا حقيقة الموقف، وبعد الإعلان عن الموقف الرسمي الروسي، قدمت بريطانيا العظمى دعمها للقضية البلغارية، ولكن توقف هذا الدعم حين بدأت المفاوضات البلغارية العثمانية.

### الإمبراطورية النمساوية المجرية
حُدد موقف الإمبراطورية النمساوية المجرية من خلال سياستها تجاه صربيا. في معاهدة سرية عام 1881، قبلت الإمبراطورية النمساوية المجرية حق صربيا في التوسع باتجاه مقدونيا. كان هدف الإمبراطورية النمساوية المجرية كسب النفوذ في صربيا، وفي الوقت ذاته توجيه الشهية الصربية لاحتلال الأراضي نحو الجنوب بدلاً من الشمال والشمال الغربي. عارضت الإمبراطورية النمساوية المجرية دائمًا إنشاء دولة سلافية كبيرة في البلقان من النوع الذي قد تصبحه بلغاريا الموحدة.